# 奥山かずさ
奥山 かずさ（おくやま かずさ、1994年3月10日 - ）は、日本のグラビアモデル、モデル、女優。青森県三沢市出身。宮城教育大学卒業。

## 来歴
甲子園球児だった父親から影響を受けた兄に続き、小学4年で野球を始め、地元の野球チームで男子に交じって活動。中学・高校時代はソフトボール部に所属して、ピッチャーを務め、100kmを上回る速球を投げていた。
宮城教育大学初等教育教員学科への進学に伴い、宮城県仙台市に転居。同市では兄と同居していた。大学時代にはチアリーディング部に所属。同大学の教職大学院に進み、小学校の教員免許を取得した。母親も教員を勤めている。
同市でスカウトされたことをきっかけとして、モデル活動を開始（同市にある芸能事務所「MOC Model Agency」に所属）。芸能活動は20歳（大学3年時）からであるが、半年で仙台コレクション（女性向け）の舞台を踏み、その一方で週刊ヤングジャンプ「ギャルコン2014」（男性向け）にエントリーして最終選考の8人のうちの1人となり、準グランプリを受賞。しかし、当時は上京して芸能活動を始める方法が分からなかったことから、2015年から翌年にかけてスポーツランドSUGO（宮城県村田町）所属のレースクイーン（宮城県外でのイベント出演等はある）を務めたり、仙台でモデル活動をしていた。
2016年に、オスカープロモーション主催の「第1回ミス・美しい20代コンテスト」にて準グランプリを受賞したのを機に、東京進出の足掛かりを得た（当時22歳）。野球・ソフトボール経験者として、2017年1月放送のTBS系列『発見! ○○な人』の「神スイングで話題の稲村亜美より特大ホームランを打つ美女がいる?」に出演。
2018年放送開始の「スーパー戦隊シリーズ」『快盗戦隊ルパンレンジャーVS警察戦隊パトレンジャー』にて、明神つかさ / パトレン3号役で出演。同作が女優としてのデビュー作となり、同時に拠点を東京に移した。
同年『週刊ヤングマガジン』と『週刊プレイボーイ』で初グラビアを披露。
2023年2月14日、会社員と結婚したことを所属事務所の公式サイトにて発表。同年3月に結婚相手がテレビ朝日アナウンサーの武隈光希であることを複数の報道機関が報じ、第1子妊娠を公表。9月4日には、8月の第1子出産が報告された。

## 年表
- 1994年3月10日 - 誕生
- 2014年
  - 4月 - 芸能事務所「MOC Model Agency」（宮城県仙台市）に所属した[17]。
  - 5月 - 集英社（東京都）『週刊ヤングジャンプ』にて『ギャルコン2014』が始まり[41]、奥山も参加した。
  - 9月23日 - 「仙台コレクション」にモデルの1人として出演[42]。
- 2015年
  - 3月25日 - 『ギャルコン2014』の結果が発表され[43]、奥山は準グランプリだった。
  - 3月 - 「2015 SUGO RACE QUEEN」（宮城県）になった[21]。
- 2016年
  - 3月 - 「2016 SUGO RACE QUEEN」になった[44][22]。
  - 9月29日 - オスカープロモーション（東京都）主催「第1回ミス・美しい20代コンテスト」にて準グランプリとなった[1][45][46]。この時、8kgのダイエットをして参加した[1]。
- 2017年1月4日 - TBS系列『発見!○○な人』（0:10am - 1:25am放送）に出演した[47][25][26]。
- 2018年
  - 1月12日 - テレビ朝日『快盗戦隊ルパンレンジャーVS警察戦隊パトレンジャー』に出演することが発表される[48]。前述の通り、本作品が女優デビュー作となった[49]。
  - 7月30日発売の『週刊ヤングマガジン』（35号 / 8月13日号）で初のグラビア撮影に挑み、表紙と巻頭を飾る[29][16]。
  - 10月10日、『ルパンレンジャーVSパトレンジャー』でパトレン3号・明神つかさ役を演じる中、麻布警察署の一日警察署長に就任[50][51]。
- 2019年5月29日 - 青森のはるか夢球場で行われた楽天イーグルスと西武ライオンズの試合で、初めてとなるプロ野球の始球式に挑んだ[9][52]。
- 2020年
  - 1月期、連続ドラマ2本（MBS・TBS『SEDAI WARS』、テレビ朝日『ケイジとケンジ 所轄と地検の24時』）にレギュラー出演[53]。
- 2023年
  - 2月14日 - テレビ朝日アナウンサーの武隈光希と結婚したことを発表した[31]。
  - 9月4日 - 8月の第1子出産を報告[38][39]。

## 人物・エピソード
- 「ミス・美しい20代コンテスト」の水着審査に向けて、8kgのダイエットを行った上で臨んだ[1][7]。なお、これで落選した場合は公務員として就職するつもりだったと語っている[6][7]。
- 準グランプリに輝いた「ギャルコン2014」と、その2年後の「ミス・美しい20代コンテスト」は、いずれも当時在籍していた事務所が所属タレント全員分の応募用紙を送ったもので、自分が最終審査まで残ったのは謎だったとも述懐している[16]。
- 憧れの女優は映画『バイオハザード』シリーズのミラ・ジョヴォヴィッチ[3]。
- 大のプロ野球ファンで、年間で20試合ほど観戦している[54]。両親は巨人ファンだが、本人は千葉ロッテマリーンズの大ファンであると公言している[55]。2019年5月に地元の青森で行われた楽天と西武の試合では、野球を教えてくれた父親も観戦する中で、初となるプロ野球の始球式に臨んでいる[9][52]。2025年8月には千葉ロッテマリーンズの試合で始球式に登板した[56]。
- 父親が警視庁勤務の元警察官であり[57]、自身の子供のころの夢も警察官で[49]、大学に進学する前は警察学校も視野に入れていたが[57]、成人してからの夢は女優だった[49]。ただし、大学時代に親に「この世界で成功すると思ってるの?」と問い詰められたこともあり、大学院カリキュラム過程で小学校の教員免許を得ている[58][14]。
- 自身と同様に「第1回ミス20代美しいコンテスト」にエントリーした西本有希や宮本茉由と、特に仲が良いと公表している[1]。
- 『ルパンレンジャーVSパトレンジャー』に出演し始めてからは、休日は一日家にいることが多くなったということで、集中できる趣味を持とうとジグソーパズル、パンの生地捏ね、色塗りアプリを使っての塗り絵を始めた[6][7]。

### 『ルパンレンジャーVSパトレンジャー』に関するエピソード
- 仙台で同居していた兄が特撮に造詣が深く、オーディションでは二人三脚で乗り越えた[2]。また兄と観ていた中でよく覚えているのは『未来戦隊タイムレンジャー』だという[59]。
- 『ルパンレンジャーVSパトレンジャー』において自身が演じた明神つかさは自身の子供のころの夢だった警察官であり、オーディション段階から警察役のセリフを読むことが多く、自身も年齢からも警察官に選ばれるだろうと予想していたが、ピンクだったのは意外だったという[60]。つかさの祖父が警察官という設定は、奥山自身の境遇を基にしている[60]。父親はあまり口を出さなかったが、唯一のアドバイスは第8話の張り込みシーンでのアンパンと牛乳を観て、魚肉ソーセージなどの音が出ない物の方が良いという意見であった[60]。
- つかさのキャラクター像は奥山本人とは正反対であるといい、奥山は役と異なり食べるのが好きで可愛いものには興味がないという[60]。また、奥山は当初ショートカットだったことから、序盤はウィッグを着用していた[60]。
- 自身では運動ができる方だと思い込んでいたものの、第4話ではアクションをこなせずほとんどをスーツアクターの五味涼子が吹き替えることとなった[60]。これを悔しいと感じた奥山は、アクション監督の福沢博文やスーツアクター勢の指導を受け、第41話での素面アクションへ結実させるに至った[60]。また、同話での岩を投げるシーンは、奥山がソフトボール経験者であることから取り入れられたものである[60]。福沢は、番組終了後のインタビューで自身が見てきた女性キャストの中で一番動けると評している[61]。

## 出演

### テレビドラマ
- 快盗戦隊ルパンレンジャーVS警察戦隊パトレンジャー（2018年2月11日 - 2019年2月10日、テレビ朝日） - 明神つかさ / パトレン3号 役[48]
- ラッパーに噛まれたらラッパーになるドラマ 前編（2019年7月12日、テレビ朝日） - 鈴木梨華 役[62]
- カフカの東京絶望日記 第3話 - 最終話（2019年9月27日 - 10月25日、MBS） - 黒柳つぐみ（整形後） 役[63]
- SEDAI WARS（2020年1月6日 - 2月17日、MBS / 1月8日 - 2月19日、TBS） - 玉川麻美 役[64]
- ケイジとケンジ〜所轄と地検の24時〜（2020年1月16日 - 3月12日、テレビ朝日） - 森岡奈緒子 役[65]
- キワドい2人-K2-池袋署刑事課 神崎・黒木（2020年9月11日 - 10月16日、TBS） - 石館美空 役[66][67]
- 先生を消す方程式。（2020年10月31日 - 11月28日、テレビ朝日） - 安田町子 役[68]
- 泣くな研修医（2021年4月24日 - 6月26日、テレビ朝日） - 相沢千夏 役[69]
- 八月は夜のバッティングセンターで。 一回（2021年7月8日、テレビ東京） - 近藤茜 役
- トーキョー製麺所 第参話（2021年9月22日、MBS・TBS） - 釜本玉子 役[70][71][72]
- 科捜研の女 Season21 第2話（2021年10月28日、テレビ朝日） - 北村沙織 役[73]
- 痛快TV スカッとジャパン 《世界に誇れる日本のホテルマン特集【星野リゾート】》「特別なプロポーズにするために…」（2021年11月1日、フジテレビ） - 水野陸の彼女 役
- となりのチカラ 第1話・第5話・最終話（2022年1月20日・3月3日・31日、テレビ朝日） - 宮原久美 役[74][75]
- 仮面ライダーリバイス 第19話・第20話（2022年1月23日・30日、テレビ朝日） - 山桐千草 役[76]
- ミス・ターゲット 第1話（2024年4月21日、ABCテレビ・テレビ朝日系） - ルミ 役

### テレビその他
- 久住昌之のニッポン箸休めさんぽ（2021年3月16日 - 2025年1月26日、BS12 トゥエルビ）[77][注 1]

### 配信ドラマ
- キワドくなりたい男 第2話（2020年9月18日、Paravi） - 石館美空 役[95]
- 麻雀宝湯記 石和の亀篇・伊東の黒豹篇 （2021年2月14日、Xstream46） - 五十嵐チエコ 役[96][97][注 2]

### 映画
- スーパー戦隊シリーズ（東映） - 明神つかさ / パトレン3号 役
  - 快盗戦隊ルパンレンジャーVS警察戦隊パトレンジャー en film（2018年8月4日）[99]
  - 劇場版 騎士竜戦隊リュウソウジャーVSルパンレンジャーVSパトレンジャー（2020年2月8日）[100]
- 退屈なエンドロール（2023年10月20日、SORA） - 主演・加賀美久美香 役[101][102]

### 舞台
- 劇団マカリスター第8回公演「ヌシのハラ」（2022年6月1日 - 5日、下北沢 駅前劇場） - 主演・トキコ 役[103]
- DisGOONie Presents Vol.12 舞台「玉蜻 ～新説・八犬伝」（2023年2月10日 - 19日、EX THEATER ROPPONGI / 2月25日・26日、COOL JAPAN PARK OSAKA WWホール）[104][105][注 3]
- 劇団マカリスター第10回公演「なんでそこまで」（2024年5月1日 - 5日、下北沢 駅前劇場） - 主演・三貝ゆかり 役[106]
- 劇団マカリスター第11回本公演「僕は君にぞくぞくしている」（2024年10月23日 - 29日、下北沢 駅前劇場） - 主演（南圭介とダブル主演）[107]

### 広告
- 「シリウス・一番町」1周年記念CM（2015年）[108]
- 「ストリートライフ」スペシャルサポーター（2016年）[109]
- JR東日本仙台支社「フルーティアふくしま」CM[110]（2016年 - ）
- IHI「産業ソリューション篇」CM（2021年7月22日 - ）[111][112]

### ショー
- Sendai Collection2014
- 百日草花粧会新種帯結び発表会

### PV
- Hidekazu Wakabayashi + JyuneticA - Not Just Me
- Noiserv - I'm Just Another One Trying to Understand Everything

※ 上記2曲のメドレーのPVが、ポルトガル国営放送のラジオ局「Antena 3」のYouTubeチャンネルに投稿されている。

### オリジナルビデオ
- ルパンレンジャーVSパトレンジャーVSキュウレンジャー（2019年8月21日発売、東映ビデオ）- 明神つかさ / パトレン3号 役
- 日本統一外伝 山崎一門7 〜小さな恋のヤマザキ〜（2023年4月25日発売、ライツキューブ） - あきこ 役

### ゲーム
- スーパー戦隊データカードダス 快盗戦隊ルパンレンジャーVS警察戦隊パトレンジャー（2018年2月、アーケード） - 明神つかさ / パトレン3号 役
- なりキッズパーク 快盗戦隊ルパンレンジャーVS警察戦隊パトレンジャー（2018年11月21日、Nintendo Switch） - 明神つかさ / パトレン3号 役[114]

## 書籍
- 快盗戦隊ルパンレンジャーVS警察戦隊パトレンジャー ハルカズサビジュアルブック VS I LOVE YOU MORE!!!（2019年3月18日、徳間書店）ISBN 978-4197301591 - Wヒロイン工藤遥・奥山かずさビジュアルブック[115]

### 写真集
- かずさ（2019年3月12日、講談社、撮影：佐藤裕之）ISBN 978-4-06-515283-6[116]
- AIKAGI（2020年7月10日、ワニブックス、撮影：中村昇）ISBN 978-4-8470-8310-5[117][118]
- 月刊 奥山かずさ・想（2021年9月30日、小学館、撮影：桑島智輝）ISBN 978-4096823736[119][120]

### デジタル写真集
週プレ グラジャパ！（集英社）
- 週プレ プラス！No.230「戦隊ヒロインのリアル」（2019年5月、撮影：竹内裕二）[121][122][123][124]
- 週プレ PHOTO BOOK[125]
  - マイナス8度の吐息。（2019年4月5日、撮影：岡本武志）[126]
  - 葛藤。（2020年1月27日、撮影：中村昇） - 同日発売『週刊プレイボーイ6号』と[127]、4月27日発売の同誌『19・20合併号』アザーカット[128]
  - 癒やし系ボディに仕上げました。（2020年11月30日、撮影： 田口まき） - 同日発売『週刊プレイボーイ50号』アザーカット[117]
  - 平成最後のニューヒロイン！奥山かずさの魅力に迫る。（2021年6月18日、撮影：岡本武志） - 2018年の『週プレ』奥山かずさグラビアまとめ[129]
  - WPB 奥山かずさデジタル写真集～特装合本版～（2021年7月12日、撮影： 岡本武志、 中村昇、田口まき） - 「週プレ グラジャパ！」発売のデジタル写真集4冊を一冊にまとめた『特装合本版』[130]
  - PASSION（2021年10月18日、撮影：Tim Gallo） - 同日発売『週刊プレイボーイ44号』アザーカット[131]
  - I LOVE SHORT CUT（2022年3月14日、撮影： 笠井爾示） - 同日発売『週刊プレイボーイ13号』アザーカット[132][133]

小学館
- Brilliant Body（2020年5月18日、撮影：西條彰仁）[134]
- 光艶（2021年4月5日、撮影：桑島智輝）[135]
- Clear（2021年11月15日、撮影：桑島智輝）[136]
- 優艶（2022年4月8日、撮影：丸谷嘉長）[137]
- Rainy Blue（2023年1月30日、撮影：ND CHOW）[138]

講談社
- 追憶の旅路 100ページ愛蔵版 週刊現代デジタル写真集（2022年12月1日、撮影：佐藤裕之）[139][140]
- FRIDAYデジタル写真集
  - 密会スイートルーム（2021年3月12日、撮影：曽根将樹）[141][142]
  - 最高に色っぽい（2021年8月31日、撮影：佐藤裕之）[143][144]
  - 秘密の恋人（2022年7月29日、撮影：曽根将樹）[145][146]
  - 再恋 - 再ビ恋ヲスル。（2022年7月29日、撮影：曽根将樹）[147][148]
  - 愛しい女（2023年1月31日、撮影：熊谷貫）[149] - 誌面は『FRIDAY（2022年）11月11日号』[150]
  - 目眩がするほど悩ましい（2023年1月31日、撮影：熊谷貫）[151][152] - 誌面は『FRIDAY （2023年度）1月6・13日合併号』[153]

### カレンダー
- 2020年版 CL-190（2019年、トライエックス）ASIN B07WY5LGNR[154]
- 2021年版 CL-215（2020年、トライエックス）ASIN B08F2HML41[155]
- 2022年版 CL-211（2021年、トライエックス）ASIN B09BZLG2SN
- 2023年版 CL-201（2022年、トライエックス）ASIN B0B96YFJNJ[156]

### 執筆
- ハルカズサNOW!!（徳間書店「ハイパーホビー」Vol.06 - ）
- 文春野球コラム（2022年9月28日 - 、文春オンライン）[157]

## ディスコグラフィ
- 快盗戦隊ルパンレンジャーVS警察戦隊パトレンジャー VSキャラクターソングアルバム（2018年12月26日、COCX-40604）[158]
  - パトレン3号 / 明神つかさ（奥山かずさ）「じゃがとんのうた」[159][160]